# Farul vechi din Sulina (malul stâng)
Farul vechi din Sulina de pe malul stâng este un monument istoric situat în aval de orașul Sulina, pe malul stâng al Dunării (digul de nord al Canalului Sulina), aproape de vărsarea fluviului în Marea Neagră. Farul a fost scos din funcțiune în urma lucrărilor de prelungire în mare a digurilor gurii Canalului Sulina, începute în anul 1922.

## Caracteristici
Farul a fost construit în formă de turn circular din metal greu și are o înălțime de 13,7 metri (45 de picioare). Atunci când se afla în exploatare, farul difuza semnalul optic pe o distanță de 8 mile marine.
Pe uscat, accesul la far din se realizează printr-un lung dig de piatră care îl conectează cu Portul Sulina. Pe exteriorul farului încă mai păstrează inscripțiile celor ce au participat la construcția lui.
Pe malul drept al Dunării (digul de sud al Canalului Sulina), situat chiar față în față cu farul de pe malul stâng, se găsește alt far vechi, scos și el din uz după prelungirea digurilor gurii Canalului Sulina.

## Istoric
Un document otoman vechi atestă că primul far din Sulina a fost construit pe malul stâng al Dunării, în jurul anului 1745, la inițiativa lui Beshir Agha, personalitate a Imperiului Otoman. Documentul mai amintește că localnicii trebuiau să se ocupe de îngrijirea farului și să furnizeze ceara necesară pentru iluminat.
Actualul far a fost construit de Comisiunea Europeană a Dunării (C.E.D.) la capătul digului de nord, între anii 1869-1870. El a funcționat fără încetare până în anii 1920. În 1922 au început ample lucrări de prelungire în mare a digurilor gurii Canalului Sulina, ceea ce a dus la scoaterea din uz a farului, deoarece el nu se mai afla poziționat la intrarea pe canal.
Este situat pe malul stâng al Dunării, iar legătura sa cu partea continentală se realizează printr-un lung dig de piatră. Pe acest dig încă mai păstrează inscripțiile celor ce au participat la construcția sa.
În perioada celui de-al Doilea Război Mondial, farul a fost transformat într-un punct de observație folosit de către Marina Militară Germană.

## Curiozități
Farul de pe malul stâng a fost folosit pentru filmările serialului românesc de succes Toate pînzele sus!, produs de Televiziunea Română între anii 1976 și 1978.
Farul a fost folosit la filmarea ultimelor secvențe ale primului documentar de aventură românesc „SW!M”, realizat de Sabin Dorohoi în septembrie 2017.

## Galerie

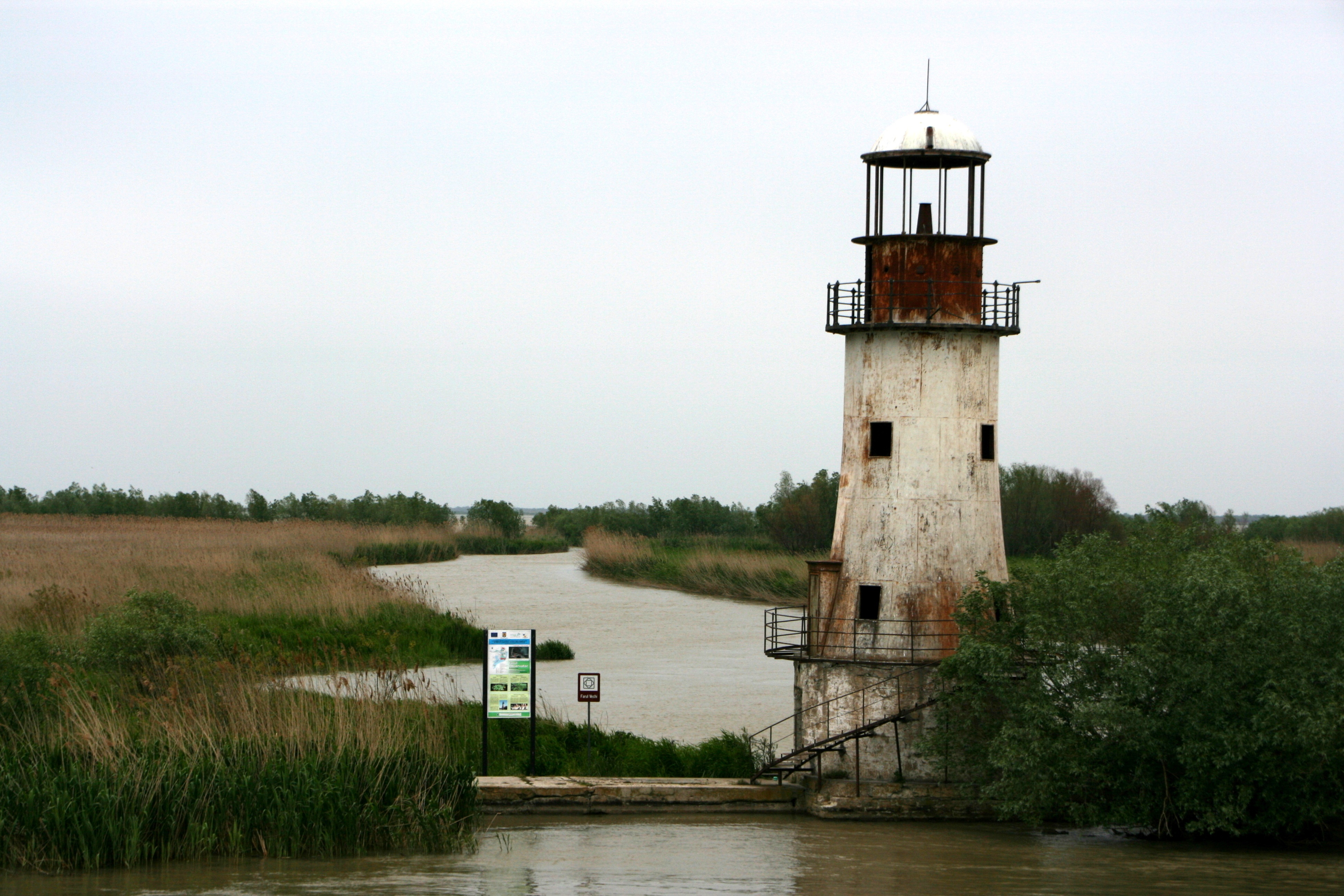
Farul de pe malul stâng.
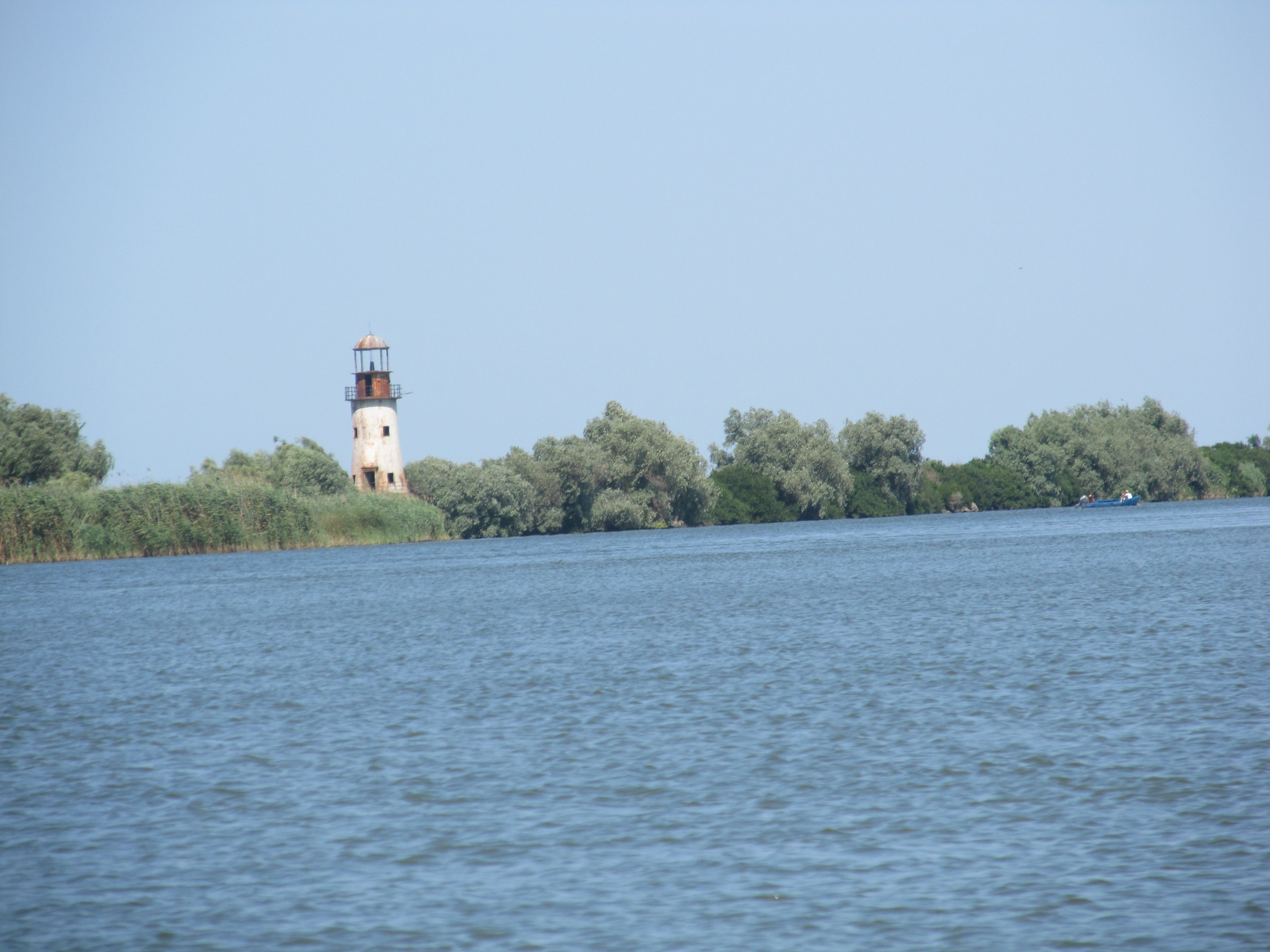
Farul de pe malul stâng văzut de pe Brațul Sulina.
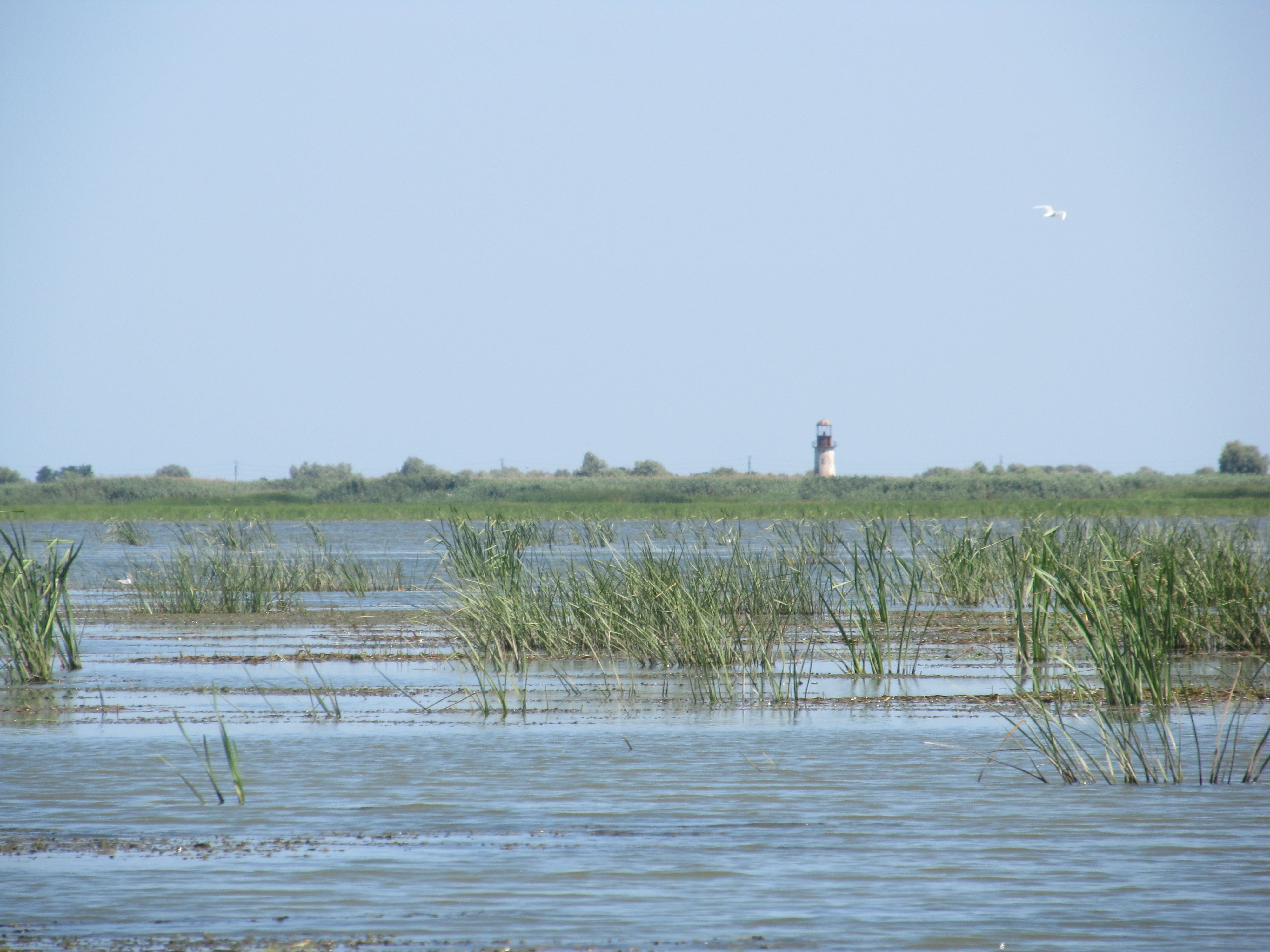
Farul de pe malul stâng văzut din Golful Musura.